# Phradonoma amoenulum
Phradonoma amoenulum is een keversoort uit de familie spektorren (Dermestidae). De wetenschappelijke naam van de soort werd in 1889 gepubliceerd door Edmund Reitter.